# Toda política es local
La frase «toda política es local» se utiliza comúnmente en la política estadounidense.Las variaciones de la frase se remontan a 1932. Tip O'Neill, ex presidente de la Cámara de Representantes de Estados Unidos, se le asocio fuertemente con esta frase, aunque originalmente no la utilizó. 

## Significado y aplicación
Andrew Gelman sostenía que lo «local» consistía en que los políticos: «necesitan habilidades locales para ganar las elecciones primarias para resguardar sus escaños, y necesitan habilidades políticas secretas en la legislatura estatal para mantener esos asientos seguros cada 10 años». Gelman también sostuvo, basándose en los datos de las elecciones estadounidenses desde 1968, que la política se había vuelto "menos local de lo que solía ser". 

## Ejemplo
Chris Matthews, quien fue exjefe de gabinete de Tip O'Neill, escribió sobre la estrategia adoptada en las elecciones al Congreso de 1982. El puesto de O'Neill fue disputado por el abogado de Massachusetts Frank L. McNamara, Jr., que había financiado la mayor parte de su campaña con dinero de los intereses petroleros en Oklahoma y Texas. Por lo que entonces, O'Neill, no dudó en usar sus conexiones en los medios para repartir folletos, que destacaba lo recaudado a través de los fondos de McNamara, en Texas.
Más tarde, durante esas elecciones, O'Neill presentó un proyecto de ley de empleo valorado en mil millones de dólares. El líder republicano de la Cámara, Robert H. Michel, de Peoria, Illinois, se opuso al proyecto de ley, pero O'Neill pronunció un discurso en el que examinaba una gran variedad de problemas estructurales en Peoria, con el favor de solucionarlos a través del proyecto de ley. Matthews escribió que «al golpear a su rival donde vivía, O'Neill volvió análogo un debate generalizado sobre la política económica nacional al nivel minorista local».